# Palazzo Canossa

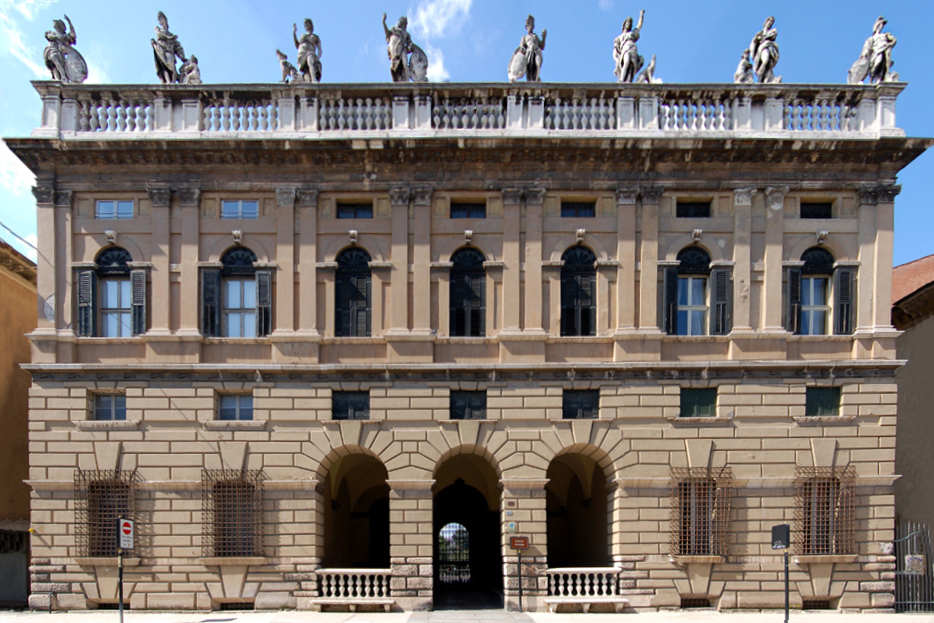
Fachada do Palazzo Canossa.

O Palazzo Canossa é um célebre palácio privado de Verona, considerado uma das obras-primas arquitectónicas da cidade.

## História

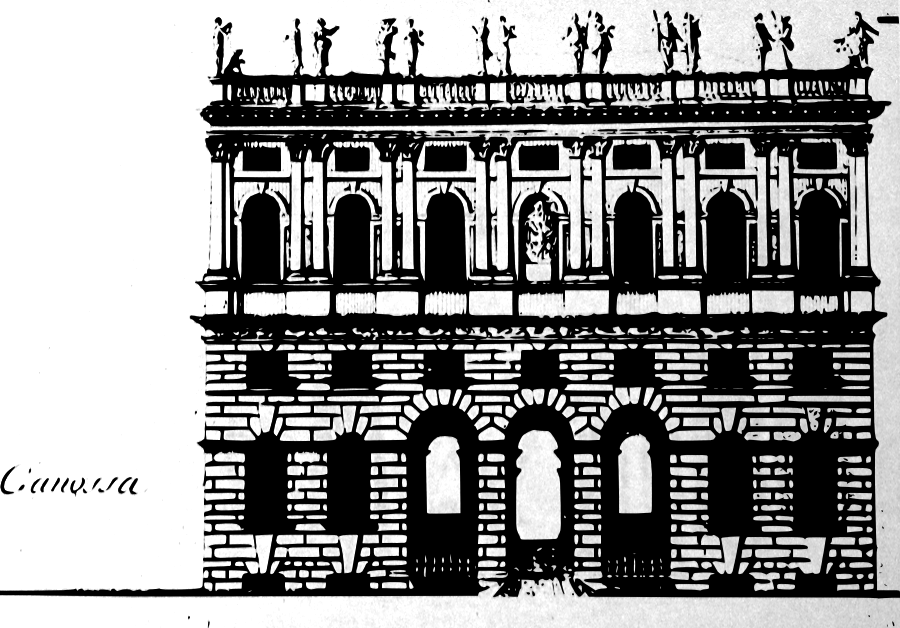
Elevação do Palazzo Canossa.

O palácio foi construído, em 1527, por encomenda da família dos Marqueses de Canossa, uma das famílias mais antigas e ilustres da Itália, que se estabeleceu em Verona nos inícios do século XV, segundo projecto de Michele Sanmichele. Encontra-se no aristocrático Corso Cavour, pouco distante do Arco dei Gavi e do Castelvecchio. De claro implante maneirista, não apresenta a entrada directamente sobre a rua, mas ligeiramente movida para dentro, sob uma maravilhosa arcada. 
Considerada a sua importância e beleza, também foi utilizado, em 1822, para hospedar o célebre Congresso de Verona, no qual participaram quase todos os Estados da Europa. 
Um dos tectos do palácio foi afrescado por Gian Battista Tiepolo, mas perdeu-se devido aos bombardeamentos que atingiram a cidade durante a Segunda Guerra Mundial.
O palácio hospedou importantes figuras históricas, como o Czar Alexandre I da Rússia, o Imperador Francisco I da Áustria e Napoleão Bonaparte.

## Estrutura
A intervenção de Michele Sanmichele no Palazzo Canossa é contemporânea à que também realizou no Palazzo Bevilacqua. A sua presença determinará posteriormente os novos edifícios que imitarão os palácios sanmichelianos. Sanmicheli tratou de alinhar, mediante a fachada do palácio, as posições opostas da Porta Borsari e do Arco dei Gavi, para dar uma aproximação cenográfica à rua, que permanece até hoje (continua a ser uma rua de fascínio renascentista), apesar das obrigações militares do século XVI ao século XIX não terem permitido uma conclusão orgânica da Via Cavour.
Os Canossa tinham no seu palácio ricas colecções de obras de arte, tendo chamado pintores do calibre de Paolo Veronese e Battista del Moro. Possuiam, sobretudo, um afresco de Giambattista Tiepolo no salão de festas do palácio; a Apoteosi di Ercole ("Apoteose de Hércules"), destruído por um bombardeamento aliado durante a Segunda Guerra Mundial. Também foram chamados outros importantes pintores a fim de criar cenas do baccanale del Gnocco e de algumas façanhas.